# 日本維新の会代表選挙
日本維新の会代表選挙（にっぽんいしんのかいだいひょうせんきょ）は、日本の政党である日本維新の会の代表を選出する選挙。

## 概要
日本維新の会代表は、「日本維新の会党規約第7条」及び「日本維新の会代表選挙規則」に基づいて行われる。
立候補できるのは、党所属の国会議員、地方議員、首長及び公認予定候補者等からなる特別党員だけであり、特別党員50人(2022年の代表選挙では「30人以上」だったが、2024年より改正)の推薦を必要とする。投票には特別党員に加え、前年と前々年の2年連続で党費を納入している一般党員も参加できる（なお、党員は、党の政策に賛同する18歳以上の日本国民と党規約に明記されている）。

## 選挙結果
2022年日本維新の会代表選挙
| 年月日        | 1位      | 2位      | 3位        |
| ------------- | -------- | -------- | ---------- |
| 2022年8月27日 | 馬場伸幸 | 足立康史 | 梅村みずほ |
| 2022年8月27日 | 8,527    | 1,158    | 1,140      |

2024年日本維新の会代表選挙